# Кваша, Олег Семёнович
Оле́г Семёнович Кваша́ (род. 13 сентября 1958, Клайпеда) — советский и российский музыкант и композитор, автор популярных песен «Зеленоглазое такси» (1987), «Суббота есть суббота», «Я больше не хочу тайком любить», «Санкт-Петербург — гордая белая птица».

## Биография
Родился 13 сентября 1958 года в Клайпеде (Литовская ССР).
В течение ряда лет выступал на танцплощадках и в ресторанах Клайпеды. Учился в институте водного транспорта в Ленинграде.
Свой путь как композитор на большой эстраде Олег Кваша начал с песни «Крысолов» (1982, исполнительница  Алла Пугачёва), которую советские идеологи запретили почти на пять лет. Далее был написан ряд песен, которые и принесли Олегу всесоюзное признание как композитору: «Суббота есть суббота» (исполнитель Игорь Скляр), «Я больше не хочу тайком любить» (исполнительница Ирина Поноровская) и Зеленоглазое такси (1987, исполнитель Михаил Боярский).  
В 1989 году на международном фестивале советской песни в Зелёна-Гура Олег Кваша получил Гран-при — «Золотой самовар» за песню «Обещанья, прощенья и прощанья».  
Кваша решает начать карьеру исполнителя своих собственных песен в сопровождении группы «Зеленоглазое такси», с которой объездил с гастролями всю Россию и страны СНГ. 
В 1995 году познакомился с 12-летней начинающей певицей Зарой и записал с ней макси-сингл «Сердце Джульетты». С этой песней Зара стала победителем ряда международных музыкальных конкурсов, а песня «Именно сегодня, именно сейчас» попала в ротации многих радиостанций и принесла певице первую известность.
В 2000 году создал танцевальный проект KVASHA, с которым в том же году получил свой первый «Золотой граммофон» за ремикс «Зеленоглазое такси 2000».   
В 2002 году стал автором и исполнителем неофициального гимна Санкт-Петербурга «Санкт-Петербург - гордая белая птица», ставшего официальным юбилейным гимном (юбилей 300-летия Санкт-Петербурга, 2003), песня стала лауреатом «Золотого граммофона» (2002).  
На церемонии «Человек года России-2003» получил звание «Композитор года» за написание официального гимна празднования 300-летия Санкт-Петербурга. 
В 2005 году авторы официального гимна 300-летия Петербурга Олег Кваша и Валерий Панфилов потребовали в суде с  ТРК "Петербург" более  $100 тыс. за использование их произведения, к 2006 году авторов во встречном иске обвинили в плагиате, а они в ответ подали иск к обвинителю, дело закончилось соглашением.
В 2007 году в содружестве с австрийской группой Global Deejays принял участие в создании и продвижении ремикса «Зеленоглазое такси» и получил премию «Рингтон года».    
В содружестве с французским певцом и композитором Ф. Р. Дэвидом  принял участие в создании и продвижении англоязычной версии песни «Зеленоглазое такси» (альбом «Numbers», 2009, песня Taxi). Является на сегодняшний день единственным российским композитором, принятым во французское авторское общество SACEM. 
В 2015 году после аннексии Крыма Россией и введения антироссийских санкций написал песню «Хлеб солью посолю», которую исполнил Михаил Боярский.
В январе 2017 «Хлеб солью посолю» была записана и исполнена Боярским в Кремле на концерте, посвящённом Дню войск национальной гвардии РФ.
Песни Олега Кваши исполняли Алла Пугачёва, Ирина Понаровская, Михаил Боярский, Николай Караченцов, Лариса Долина, Людмила Сенчина, Сергей Захаров, Валентина Толкунова, группа «Форум», Анне Вески, Тынис Мяги, Игорь Скляр, Ляпис Трубецкой, Александр Пушной, Сергей Пенкин, Зара, Global Deejays (Австрия), F.R.David (Франция), Brazzaville (Испания), Ольга Серябкина (Molly), группы IOWA, RSAC, VHLY, Ольга Домущу и многие другие артисты.  
Ведёт концертную деятельность и записывает новые песни на собственном нет-лейбле KVASHA MIX UP Records.

## Личная жизнь
Вторая жена Ольга (брак 2004-2013) 
Двое детей:  дочь Неля (р.2005) и сын Артём (р.2009),с их матерью Ольгой  Олег Кваша в разводе с 2013 года. 

## Дискография

### Альбомы
- 1987 — «Суббота есть суббота» («Мелодия», автор музыки к двум песням из десяти)[1]
- 1989 — «Каждый возьмёт своё» («Мелодия», автор музыки ко всем песням, и исполнитель одной из них)[1][6]
- 1990 —«Именно сегодня»[6][21]
- 1993 — «Пой, бродяга»[22]
- 1997 — «Лучшие песни 80-х» (MOROZ Records)[1]
- 2000 — «Танцевальный проект KVASHA» (Master Sound Records)[1][23]
- 2004 — «На душе моей больше нет цепей» (KDK-Records)[24]

## Синглы
- 1988 — «Крысолов» («Мелодия»)[1]
- 1996 —«Сердце Джульетты» (JMG Records)
- 1997 —«Уставший как собака» (KVASHA MIX UP Records)
- 2003 —«Город наш Санкт-Петербург» («ТелеСет»)
- 2006 —«Zelenoglazoe Taxi» (Global deejays feat. Oleg Kvasha club remix, Megaliner records)
- 2008 —«Суббота есть суббота» (club remix, KVASHA MIX UP Records)
- 2010 —«Пластилиновая кукла» (club remix, KVASHA MIX UP Records)
- 2012 — «Огонь и я» (KVASHA MIX UP Records)
- 2015 —«Горячая Глория» (KVASHA MIX UP Records)
- 2016 —«Смайлики» (Голографический театр «Долина ОСС»)
- 2016 —«Пороховые» (KVASHA MIX UP Records)
- 2017 —«Хлеб солью посолю» (KVASHA MIX UP Records)

## Награды
- 1987 —Лауреат всероссийского фестиваля молодых исполнителей эстрадной песни ( Ленинград, за песню «Крысолов»)
- 1988 —Лауреат Всесоюзного фестиваля «Песня-88» (за песню «Я больше не хочу тайком любить»)
- 1989 — Гран-при международного фестиваля Советской песни в городе Зелёна-Гура ( за песню «Обещанья, прощенья и прощанья»)
- 2000 — Золотой граммофон (за ремикс «Зеленоглазое такси 2000»)
- 2001—Золотой граммофон (за «Зеленоглазое такси» как самую заказываемую песню в «Столе заказов Русского Радио»)[4]
- 2002— Золотой граммофонгод (за гимн 300-летия Санкт-Петербурга «Санкт-Петербург — гордая белая птица»)[10]
- 2003 — Композитор года  (за гимн 300-летия Санкт-Петербурга «Санкт-Петербург — гордая белая птица»)